# John Cunningham McLennan
Sir John Cunningham McLennan (Ingersoll, 14 ottobre 1867 – Parigi, 9 ottobre 1935) è stato un fisico canadese naturalizzato britannico.
Si laureò in fisica all'Università di Toronto nel 1892 e fu direttore del laboratorio di fisica di tale università dal 1906 al 1932.
Fece ricerche originali sulla radioattività, spettroscopia e criogenia. Nel 1903, assieme a Ernest Rutherford, condusse esperimenti sulle radiazioni  dalle quali emerse che un rivelatore completamente schermato non mostrava un segnale nullo, deducendone l'esistenza di una radiazione altamente penetrante (che in seguito venne identificata nei raggi cosmici).
Fu presidente del Royal Canadian Institute (1916) e tra i fondatori del National Research Council (1928).
Nel 1932 si trasferì in Inghilterra, dove condusse i primi esperimenti sull'uso del radio nella cura del cancro.
Gli fu attribuita la Medaglia Royal nel 1927 e il titolo di Sir nel 1935.